# Klovskjeret
Klovskjeret est une île norvégienne du comté de Hordaland appartenant administrativement à Bømlo.

## Description
Il s'agit d'un rocher à fleur d'eau qui s'étend sur environ 67 m de longueur pour une largeur approximative de 42 m. 